# Bolivia en la clasificación de la Conmebol para la Copa Mundial de Fútbol

## Estadísticas
• Actualizado hasta el partido Bolivia - Chile (10 de junio de 2025).
| Año   | Resultado                                    | Pos.                                         | PJ                                           | PG                                           | PE                                           | PP                                           | GF                                           | GC                                           | Dif.                                         | Goleador(es)                                                                 |
| ----- | -------------------------------------------- | -------------------------------------------- | -------------------------------------------- | -------------------------------------------- | -------------------------------------------- | -------------------------------------------- | -------------------------------------------- | -------------------------------------------- | -------------------------------------------- | ---------------------------------------------------------------------------- |
| 1930  | Invitado.                                    | Invitado.                                    | Invitado.                                    | Invitado.                                    | Invitado.                                    | Invitado.                                    | Invitado.                                    | Invitado.                                    | Invitado.                                    | Invitado.                                                                    |
| 1934  | Se negó a participar.                        | Se negó a participar.                        | Se negó a participar.                        | Se negó a participar.                        | Se negó a participar.                        | Se negó a participar.                        | Se negó a participar.                        | Se negó a participar.                        | Se negó a participar.                        | Se negó a participar.                                                        |
| 1938  | Se negó a participar.                        | Se negó a participar.                        | Se negó a participar.                        | Se negó a participar.                        | Se negó a participar.                        | Se negó a participar.                        | Se negó a participar.                        | Se negó a participar.                        | Se negó a participar.                        | Se negó a participar.                                                        |
| 1950  | Clasificado por retiro de dos participantes. | Clasificado por retiro de dos participantes. | Clasificado por retiro de dos participantes. | Clasificado por retiro de dos participantes. | Clasificado por retiro de dos participantes. | Clasificado por retiro de dos participantes. | Clasificado por retiro de dos participantes. | Clasificado por retiro de dos participantes. | Clasificado por retiro de dos participantes. | Clasificado por retiro de dos participantes.                                 |
| 1954  | Sin participación.                           | Sin participación.                           | Sin participación.                           | Sin participación.                           | Sin participación.                           | Sin participación.                           | Sin participación.                           | Sin participación.                           | Sin participación.                           | Sin participación.                                                           |
| 1958  | No clasificado                               | 5.º                                          | 4                                            | 2                                            | 0                                            | 2                                            | 6                                            | 6                                            | 0                                            | Máximo Alcócer (3)                                                           |
| 1962  | No clasificado                               | 4.º                                          | 2                                            | 0                                            | 1                                            | 1                                            | 2                                            | 3                                            | -1                                           | Wilfredo Camacho, Máximo Alcócer (1)                                         |
| 1966  | No clasificado                               | 7.º                                          | 4                                            | 1                                            | 0                                            | 3                                            | 4                                            | 9                                            | -5                                           | Máximo Ramírez, Fortunato Castillo, Rolando Vargas (1)                       |
| 1970  | No clasificado                               | 6.º                                          | 4                                            | 2                                            | 0                                            | 2                                            | 5                                            | 6                                            | -1                                           | Raúl Álvarez Garín (2)                                                       |
| 1974  | No clasificado                               | 8.º                                          | 4                                            | 0                                            | 0                                            | 4                                            | 1                                            | 11                                           | -10                                          | Rául Morales Roldán (1)                                                      |
| 1978  | No clasificado                               | 3.º                                          | 8                                            | 3                                            | 1                                            | 4                                            | 10                                           | 25                                           | -15                                          | Miguel Aguilar (3)                                                           |
| 1982  | No clasificado                               | 6.º                                          | 4                                            | 1                                            | 0                                            | 3                                            | 5                                            | 6                                            | -1                                           |                                                                              |
| 1986  | No clasificado                               | 8.º                                          | 4                                            | 0                                            | 2                                            | 2                                            | 2                                            | 7                                            | -5                                           | Juan Sánchez, Silvio Rojas (2)                                               |
| 1990  | No clasificado                               | 3.º                                          | 4                                            | 3                                            | 0                                            | 1                                            | 6                                            | 5                                            | +1                                           | Erwin Sánchez, Milton Melgar, William Ramallo, Álvaro Peña, Tito Montaño (1) |
| 1994  | Clasificado                                  | 2.º                                          | 8                                            | 5                                            | 1                                            | 2                                            | 22                                           | 11                                           | +11                                          | William Ramallo (7)                                                          |
| 1998  | No clasificado                               | 8.º                                          | 16                                           | 4                                            | 5                                            | 7                                            | 18                                           | 21                                           | -3                                           | Marco Sandy, Marco Etcheverry (3)                                            |
| 2002  | No clasificado                               | 7.º                                          | 18                                           | 4                                            | 6                                            | 8                                            | 21                                           | 33                                           | -12                                          | Julio César Baldivieso (6)                                                   |
| 2006  | No clasificado                               | 10.º                                         | 18                                           | 4                                            | 2                                            | 12                                           | 20                                           | 37                                           | -17                                          | José Castillo, Joaquín Botero (5)                                            |
| 2010  | No clasificado                               | 9.º                                          | 18                                           | 4                                            | 3                                            | 11                                           | 22                                           | 36                                           | -14                                          | Joaquín Botero (8)                                                           |
| 2014  | No clasificado                               | 8.º                                          | 16                                           | 2                                            | 6                                            | 8                                            | 17                                           | 30                                           | -13                                          | Marcelo Martins (4)                                                          |
| 2018  | No clasificado                               | 9.º                                          | 18                                           | 4                                            | 2                                            | 12                                           | 16                                           | 38                                           | -22                                          | Juan Carlos Arce (4)                                                         |
| 2022  | No clasificado                               | 9.º                                          | 18                                           | 4                                            | 3                                            | 11                                           | 23                                           | 42                                           | -19                                          | Marcelo Martins (10)                                                         |
| 2026  | Disputándose                                 | 8.º                                          | 16                                           | 5                                            | 2                                            | 9                                            | 16                                           | 32                                           | -16                                          | Miguel Terceros (5)                                                          |
| Total | 3 - 19                                       | 9.º                                          | 184                                          | 48                                           | 34                                           | 102                                          | 216                                          | 358                                          | -142                                         | Marcelo Martins (21)                                                         |

### Resultados
| País      | PJ  | PG | PE | PP  | GF  | GC  | DG   | EFE   |
| --------- | --- | -- | -- | --- | --- | --- | ---- | ----- |
| Argentina | 24  | 5  | 3  | 16  | 25  | 52  | -27  | 27,8% |
| Brasil    | 18  | 3  | 4  | 11  | 13  | 52  | -39  | 11,8% |
| Chile     | 18  | 5  | 3  | 10  | 18  | 32  | -14  | 45,5% |
| Colombia  | 15  | 2  | 4  | 9   | 12  | 26  | -14  | 17,6% |
| Ecuador   | 18  | 2  | 3  | 13  | 16  | 38  | -22  | 11,8% |
| Hungría   | 2   | 0  | 0  | 2   | 2   | 9   | -7   | 0,0%  |
| Paraguay  | 22  | 6  | 5  | 11  | 26  | 40  | -14  | 33,3% |
| Perú      | 21  | 8  | 4  | 9   | 21  | 32  | -11  | 47,7% |
| Uruguay   | 24  | 6  | 6  | 12  | 27  | 43  | -16  | 33,3% |
| Venezuela | 22  | 11 | 2  | 9   | 55  | 34  | +21  | 54,6% |
| Total     | 184 | 48 | 34 | 102 | 215 | 358 | -143 | 30,4% |

## Eliminatorias delsigloXX

### Eliminatorias paraSuecia 1958
- Información según CeroaCero[2]

| Fecha                    | Lugar        |           |                      | Resultado |                      |           |
| ------------------------ | ------------ | --------- | -------------------- | --------- | -------------------- | --------- |
| 22 de septiembre de 1957 | Santiago     | Chile     | Bandera de Chile     | 2:1 (0:1) | Bandera de Bolivia   | Bolivia   |
| 29 de septiembre de 1957 | La Paz       | Bolivia   | Bandera de Bolivia   | 3:0 (1:0) | Bandera de Chile     | Chile     |
| 6 de octubre de 1957     | La Paz       | Bolivia   | Bandera de Bolivia   | 2:0 (1:0) | Bandera de Argentina | Argentina |
| 27 de octubre de 1957    | Buenos Aires | Argentina | Bandera de Argentina | 4:0 (1:0) | Bandera de Bolivia   | Bolivia   |

### Eliminatorias paraChile 1962
- Información según CeroaCero[3]

| Fecha               | Lugar      |         |                    | Resultado |                    |         |
| ------------------- | ---------- | ------- | ------------------ | --------- | ------------------ | ------- |
| 15 de julio de 1961 | La Paz     | Bolivia | Bandera de Bolivia | 1:1 (0:1) | Bandera de Uruguay | Uruguay |
| 30 de julio de 1961 | Montevideo | Uruguay | Bandera de Uruguay | 2:1 (2:0) | Bandera de Bolivia | Bolivia |

### Eliminatorias paraInglaterra 1966
- Información según CeroaCero[4]

| Fecha                | Lugar        |           |                      | Resultado |                      |           |
| -------------------- | ------------ | --------- | -------------------- | --------- | -------------------- | --------- |
| 25 de julio de 1965  | Asunción     | Paraguay  | Bandera de Paraguay  | 2:0 (1:0) | Bandera de Bolivia   | Bolivia   |
| 17 de agosto de 1965 | Buenos Aires | Argentina | Bandera de Argentina | 4:1 (3:0) | Bandera de Bolivia   | Bolivia   |
| 22 de agosto de 1965 | La Paz       | Bolivia   | Bandera de Bolivia   | 2:1 (1:1) | Bandera de Paraguay  | Paraguay  |
| 29 de agosto de 1965 | La Paz       | Bolivia   | Bandera de Bolivia   | 1:2 (1:2) | Bandera de Argentina | Argentina |

### Eliminatorias paraMéxico 1970
- Información según CeroaCero[5]

| Fecha                | Lugar        |           |                      | Resultado |                      |           |
| -------------------- | ------------ | --------- | -------------------- | --------- | -------------------- | --------- |
| 27 de julio de 1969  | La Paz       | Bolivia   | Bandera de Bolivia   | 3:1 (1:0) | Bandera de Argentina | Argentina |
| 10 de agosto de 1969 | La Paz       | Bolivia   | Bandera de Bolivia   | 2:1 (0:0) | Bandera de Perú      | Perú      |
| 17 de agosto de 1969 | Lima         | Perú      | Bandera de Perú      | 3:0 (2:0) | Bandera de Bolivia   | Bolivia   |
| 24 de agosto de 1969 | Buenos Aires | Argentina | Bandera de Argentina | 1:0 (0:0) | Bandera de Bolivia   | Bolivia   |

### Eliminatorias paraAlemania 1974
- Información según CeroaCero[6]

| Fecha                    | Lugar        |           |                      | Resultado |                      |           |
| ------------------------ | ------------ | --------- | -------------------- | --------- | -------------------- | --------- |
| 2 de septiembre de 1973  | La Paz       | Bolivia   | Bandera de Bolivia   | 1:2 (1:1) | Bandera de Paraguay  | Paraguay  |
| 9 de septiembre de 1973  | Buenos Aires | Argentina | Bandera de Argentina | 4:0 (2:0) | Bandera de Bolivia   | Bolivia   |
| 23 de septiembre de 1973 | La Paz       | Bolivia   | Bandera de Bolivia   | 0:1 (0:1) | Bandera de Argentina | Argentina |
| 30 de septiembre de 1973 | Asunción     | Paraguay  | Bandera de Paraguay  | 4:0 (3:0) | Bandera de Bolivia   | Bolivia   |

### Eliminatorias paraArgentina 1978
- Información según CeroaCero[7]

| Fecha                 | Lugar      |           |                      | Resultado |                      |           |
| --------------------- | ---------- | --------- | -------------------- | --------- | -------------------- | --------- |
| 27 de febrero de 1977 | La Paz     | Bolivia   | Bandera de Bolivia   | 1:0 (0:0) | Bandera de Uruguay   | Uruguay   |
| 6 de marzo de 1977    | Caracas    | Venezuela | Bandera de Venezuela | 1:3 (0:1) | Bandera de Bolivia   | Bolivia   |
| 13 de marzo de 1977   | La Paz     | Bolivia   | Bandera de Bolivia   | 2:0 (1:0) | Bandera de Venezuela | Venezuela |
| 27 de marzo de 1977   | Montevideo | Uruguay   | Bandera de Uruguay   | 2:2 (1:1) | Bandera de Bolivia   | Bolivia   |

#### Ronda final
- Información según CeroaCero[8]

| Fecha               | Lugar |        |                   | Resultado |                    |         |
| ------------------- | ----- | ------ | ----------------- | --------- | ------------------ | ------- |
| 14 de julio de 1977 | Cali  | Brasil | Bandera de Brasil | 8:0 (4:0) | Bandera de Bolivia | Bolivia |
| 17 de julio de 1977 | Cali  | Perú   | Bandera de Perú   | 5:0 (2:0) | Bandera de Bolivia | Bolivia |

### Eliminatorias paraEspaña 1982
- Información según CeroaCero[9]

| Fecha                 | Lugar          |           |                      | Resultado |                      |           |
| --------------------- | -------------- | --------- | -------------------- | --------- | -------------------- | --------- |
| 15 de febrero de 1981 | La Paz         | Bolivia   | Bandera de Bolivia   | 3:0 (1:0) | Bandera de Venezuela | Venezuela |
| 22 de febrero de 1981 | La Paz         | Bolivia   | Bandera de Bolivia   | 1:2 (1:1) | Bandera de Brasil    | Brasil    |
| 15 de marzo de 1981   | Caracas        | Venezuela | Bandera de Venezuela | 1:0 (1:0) | Bandera de Bolivia   | Bolivia   |
| 22 de marzo de 1981   | Río de Janeiro | Brasil    | Bandera de Brasil    | 3:1 (1:0) | Bandera de Bolivia   | Bolivia   |

### Eliminatorias paraMéxico 1986
- Información según CeroaCero[10]

| Fecha               | Lugar      |          |                     | Resultado |                     |          |
| ------------------- | ---------- | -------- | ------------------- | --------- | ------------------- | -------- |
| 26 de mayo de 1985  | Santa Cruz | Bolivia  | Bandera de Bolivia  | 1:1 (1:0) | Bandera de Paraguay | Paraguay |
| 2 de junio de 1985  | Santa Cruz | Bolivia  | Bandera de Bolivia  | 0:2 (0:0) | Bandera de Brasil   | Brasil   |
| 9 de junio de 1985  | Asunción   | Paraguay | Bandera de Paraguay | 3:0 (2:0) | Bandera de Bolivia  | Bolivia  |
| 30 de junio de 1985 | São Paulo  | Brasil   | Bandera de Brasil   | 1:1 (1:0) | Bandera de Bolivia  | Bolivia  |

### Eliminatorias paraItalia 1990
- Información según CeroaCero[11]

| Fecha                    | Lugar      |         |                    | Resultado |                    |         |
| ------------------------ | ---------- | ------- | ------------------ | --------- | ------------------ | ------- |
| 20 de agosto de 1989     | La Paz     | Bolivia | Bandera de Bolivia | 2:1 (1:1) | Bandera de Perú    | Perú    |
| 3 de septiembre de 1989  | La Paz     | Bolivia | Bandera de Bolivia | 2:1 (1:0) | Bandera de Uruguay | Uruguay |
| 10 de septiembre de 1989 | Lima       | Perú    | Bandera de Perú    | 1:2 (0:1) | Bandera de Bolivia | Bolivia |
| 17 de septiembre de 1989 | Montevideo | Uruguay | Bandera de Uruguay | 2:0 (2:0) | Bandera de Bolivia | Bolivia |

### Eliminatorias paraEstados Unidos 1994
- Información según FIFA[12]

#### Primera ronda
| Fecha                | Lugar        |           |                      | Resultado |                    |         |
| -------------------- | ------------ | --------- | -------------------- | --------- | ------------------ | ------- |
| 18 de julio de 1993  | Puerto Ordaz | Venezuela | Bandera de Venezuela | 1:7 (1:3) | Bandera de Bolivia | Bolivia |
| 25 de julio de 1993  | La Paz       | Bolivia   | Bandera de Bolivia   | 2:0 (0:0) | Bandera de Brasil  | Brasil  |
| 8 de agosto de 1993  | La Paz       | Bolivia   | Bandera de Bolivia   | 3:1 (0:0) | Bandera de Uruguay | Uruguay |
| 15 de agosto de 1993 | La Paz       | Bolivia   | Bandera de Bolivia   | 1:0 (1:0) | Bandera de Ecuador | Ecuador |

#### Segunda ronda
| Fecha                    | Lugar      |         |                    | Resultado |                      |           |
| ------------------------ | ---------- | ------- | ------------------ | --------- | -------------------- | --------- |
| 22 de agosto de 1993     | La Paz     | Bolivia | Bandera de Bolivia | 7:0 (2:0) | Bandera de Venezuela | Venezuela |
| 29 de agosto de 1993     | Recife     | Brasil  | Bandera de Brasil  | 6:0 (5:0) | Bandera de Bolivia   | Bolivia   |
| 12 de septiembre de 1993 | Montevideo | Uruguay | Bandera de Uruguay | 2:1 (2:1) | Bandera de Bolivia   | Bolivia   |
| 19 de septiembre de 1993 | Guayaquil  | Ecuador | Bandera de Ecuador | 1:1 (0:1) | Bandera de Bolivia   | Bolivia   |

### Eliminatorias paraFrancia 1998
- Información según FIFA[13]

#### Primera ronda
| Fecha                   | Lugar        |           |                      | Resultado |                      |           |
| ----------------------- | ------------ | --------- | -------------------- | --------- | -------------------- | --------- |
| 24 de abril de 1996     | Buenos Aires | Argentina | Bandera de Argentina | 3:1 (2:1) | Bandera de Bolivia   | Bolivia   |
| 7 de julio de 1996      | La Paz       | Bolivia   | Bandera de Bolivia   | 6:1 (2:0) | Bandera de Venezuela | Venezuela |
| 1 de septiembre de 1996 | La Paz       | Bolivia   | Bandera de Bolivia   | 0:0       | Bandera de Perú      | Perú      |
| 8 de octubre de 1996    | Montevideo   | Uruguay   | Bandera de Uruguay   | 1:0 (0:0) | Bandera de Bolivia   | Bolivia   |
| 10 de noviembre de 1996 | La Paz       | Bolivia   | Bandera de Bolivia   | 2:2 (2:1) | Bandera de Colombia  | Colombia  |
| 15 de diciembre de 1996 | La Paz       | Bolivia   | Bandera de Bolivia   | 0:0       | Bandera de Paraguay  | Paraguay  |
| 12 de enero de 1997     | La Paz       | Bolivia   | Bandera de Bolivia   | 2:0 (2:0) | Bandera de Ecuador   | Ecuador   |
| 12 de febrero de 1997   | La Paz       | Bolivia   | Bandera de Bolivia   | 1:1 (1:1) | Bandera de Chile     | Chile     |

#### Segunda ronda
| Fecha                    | Lugar        |           |                      | Resultado |                      |           |
| ------------------------ | ------------ | --------- | -------------------- | --------- | -------------------- | --------- |
| 2 de abril de 1997       | La Paz       | Bolivia   | Bandera de Bolivia   | 2:1 (1:1) | Bandera de Argentina | Argentina |
| 8 de junio de 1997       | Valera       | Venezuela | Bandera de Venezuela | 1:1 (0:0) | Bandera de Bolivia   | Bolivia   |
| 6 de julio de 1997       | Lima         | Perú      | Bandera de Perú      | 2:1 (1:0) | Bandera de Bolivia   | Bolivia   |
| 20 de julio de 1997      | La Paz       | Bolivia   | Bandera de Bolivia   | 1:0 (0:0) | Bandera de Uruguay   | Uruguay   |
| 20 de agosto de 1997     | Barranquilla | Colombia  | Bandera de Colombia  | 3:0 (2:0) | Bandera de Bolivia   | Bolivia   |
| 10 de septiembre de 1997 | Asunción     | Paraguay  | Bandera de Paraguay  | 2:1 (2:0) | Bandera de Bolivia   | Bolivia   |
| 12 de octubre de 1997    | Guayaquil    | Ecuador   | Bandera de Ecuador   | 1:0 (1:0) | Bandera de Bolivia   | Bolivia   |
| 16 de noviembre de 1997  | Santiago     | Chile     | Bandera de Chile     | 3:0 (2:0) | Bandera de Bolivia   | Bolivia   |

## Eliminatorias delsigloXXI

### Eliminatorias paraCorea - Japón 2002
- Información según FIFA[14]

#### Primera ronda
| Fecha                   | Lugar          |           |                      | Resultado |                     |          |
| ----------------------- | -------------- | --------- | -------------------- | --------- | ------------------- | -------- |
| 29 de marzo de 2000     | Montevideo     | Uruguay   | Bandera de Uruguay   | 1:0 (1:0) | Bandera de Bolivia  | Bolivia  |
| 26 de abril de 2000     | La Paz         | Bolivia   | Bandera de Bolivia   | 1:1 (1:1) | Bandera de Colombia | Colombia |
| 4 de junio de 2000      | Buenos Aires   | Argentina | Bandera de Argentina | 1:0 (0:0) | Bandera de Bolivia  | Bolivia  |
| 28 de junio de 2000     | San Cristóbal  | Venezuela | Bandera de Venezuela | 4:2 (2:0) | Bandera de Bolivia  | Bolivia  |
| 19 de julio de 2000     | La Paz         | Bolivia   | Bandera de Bolivia   | 1:0 (0:0) | Bandera de Chile    | Chile    |
| 27 de julio de 2000     | La Paz         | Bolivia   | Bandera de Bolivia   | 0:0       | Bandera de Paraguay | Paraguay |
| 16 de agosto de 2000    | Quito          | Ecuador   | Bandera de Ecuador   | 2:0 (1:0) | Bandera de Bolivia  | Bolivia  |
| 3 de septiembre de 2000 | Río de Janeiro | Brasil    | Bandera de Brasil    | 5:0 (1:0) | Bandera de Bolivia  | Bolivia  |
| 8 de octubre de 2000    | La Paz         | Bolivia   | Bandera de Bolivia   | 1:0 (1:0) | Bandera de Perú     | Perú     |

#### Segunda ronda
| Fecha                   | Lugar    |          |                     | Resultado |                      |           |
| ----------------------- | -------- | -------- | ------------------- | --------- | -------------------- | --------- |
| 15 de noviembre de 2000 | La Paz   | Bolivia  | Bandera de Bolivia  | 0:0       | Bandera de Uruguay   | Uruguay   |
| 27 de marzo de 2001     | Bogotá   | Colombia | Bandera de Colombia | 2:0 (0:0) | Bandera de Bolivia   | Bolivia   |
| 25 de abril de 2001     | La Paz   | Bolivia  | Bandera de Bolivia  | 3:3 (1:1) | Bandera de Argentina | Argentina |
| 3 de junio de 2001      | La Paz   | Bolivia  | Bandera de Bolivia  | 5:0 (3:0) | Bandera de Venezuela | Venezuela |
| 14 de agosto de 2001    | Santiago | Chile    | Bandera de Chile    | 2:2 (1:1) | Bandera de Bolivia   | Bolivia   |
| 5 de septiembre de 2001 | Asunción | Paraguay | Bandera de Paraguay | 5:1 (2:1) | Bandera de Bolivia   | Bolivia   |
| 6 de octubre de 2001    | La Paz   | Bolivia  | Bandera de Bolivia  | 1:5 (0:2) | Bandera de Ecuador   | Ecuador   |
| 7 de noviembre de 2001  | La Paz   | Bolivia  | Bandera de Bolivia  | 3:1 (1:1) | Bandera de Brasil    | Brasil    |
| 14 de noviembre de 2001 | Lima     | Perú     | Bandera de Perú     | 1:1 (1:0) | Bandera de Bolivia   | Bolivia   |

### Eliminatorias paraAlemania 2006
- Información según FIFA[15]

#### Primera ronda
| Fecha                    | Lugar        |           |                      | Resultado |                     |          |
| ------------------------ | ------------ | --------- | -------------------- | --------- | ------------------- | -------- |
| 7 de septiembre de 2003  | Montevideo   | Uruguay   | Bandera de Uruguay   | 5:0 (2:0) | Bandera de Bolivia  | Bolivia  |
| 10 de septiembre de 2003 | La Paz       | Bolivia   | Bandera de Bolivia   | 4:0 (2:0) | Bandera de Colombia | Colombia |
| 15 de noviembre de 2003  | Buenos Aires | Argentina | Bandera de Argentina | 3:0 (0:0) | Bandera de Bolivia  | Bolivia  |
| 18 de noviembre de 2003  | Maracaibo    | Venezuela | Bandera de Venezuela | 2:1 (0:0) | Bandera de Bolivia  | Bolivia  |
| 30 de marzo de 2004      | La Paz       | Bolivia   | Bandera de Bolivia   | 0:2 (0:1) | Bandera de Chile    | Chile    |
| 1 de junio de 2004       | La Paz       | Bolivia   | Bandera de Bolivia   | 2:1 (1:1) | Bandera de Paraguay | Paraguay |
| 5 de junio de 2004       | Quito        | Ecuador   | Bandera de Ecuador   | 3:2 (3:0) | Bandera de Bolivia  | Bolivia  |
| 5 de septiembre de 2004  | São Paulo    | Brasil    | Bandera de Brasil    | 3:1 (3:0) | Bandera de Bolivia  | Bolivia  |
| 9 de octubre de 2004     | La Paz       | Bolivia   | Bandera de Bolivia   | 1:0 (0:0) | Bandera de Perú     | Perú     |

#### Segunda ronda
| Fecha                   | Lugar        |          |                     | Resultado |                      |           |
| ----------------------- | ------------ | -------- | ------------------- | --------- | -------------------- | --------- |
| 12 de octubre de 2004   | La Paz       | Bolivia  | Bandera de Bolivia  | 0:0       | Bandera de Uruguay   | Uruguay   |
| 17 de noviembre de 2004 | Barranquilla | Colombia | Bandera de Colombia | 1:0 (1:0) | Bandera de Bolivia   | Bolivia   |
| 26 de marzo de 2005     | La Paz       | Bolivia  | Bandera de Bolivia  | 1:2 (0:0) | Bandera de Argentina | Argentina |
| 29 de marzo de 2005     | La Paz       | Bolivia  | Bandera de Bolivia  | 3:1 (2:0) | Bandera de Venezuela | Venezuela |
| 4 de junio de 2005      | Santiago     | Chile    | Bandera de Chile    | 3:1 (2:0) | Bandera de Bolivia   | Bolivia   |
| 8 de junio de 2005      | Asunción     | Paraguay | Bandera de Paraguay | 4:1 (2:1) | Bandera de Bolivia   | Bolivia   |
| 3 de septiembre de 2005 | La Paz       | Bolivia  | Bandera de Bolivia  | 1:2 (1:1) | Bandera de Ecuador   | Ecuador   |
| 9 de octubre de 2005    | La Paz       | Bolivia  | Bandera de Bolivia  | 1:1 (0:1) | Bandera de Brasil    | Brasil    |
| 12 de octubre de 2005   | Tacna        | Perú     | Bandera de Perú     | 4:1 (3:0) | Bandera de Bolivia   | Bolivia   |

### Eliminatorias paraSudáfrica 2010
- Información según FIFA[16]

#### Primera ronda
| Fecha                    | Lugar          |           |                      | Resultado |                     |          |
| ------------------------ | -------------- | --------- | -------------------- | --------- | ------------------- | -------- |
| 13 de octubre de 2007    | Montevideo     | Uruguay   | Bandera de Uruguay   | 5:0 (2:0) | Bandera de Bolivia  | Bolivia  |
| 17 de octubre de 2007    | La Paz         | Bolivia   | Bandera de Bolivia   | 0:0       | Bandera de Colombia | Colombia |
| 17 de noviembre de 2007  | Buenos Aires   | Argentina | Bandera de Argentina | 3:0 (1:0) | Bandera de Bolivia  | Bolivia  |
| 21 de noviembre de 2007  | San Cristóbal  | Venezuela | Bandera de Venezuela | 5:2 (2:2) | Bandera de Bolivia  | Bolivia  |
| 15 de junio de 2008      | La Paz         | Bolivia   | Bandera de Bolivia   | 0:2 (0:1) | Bandera de Chile    | Chile    |
| 18 de junio de 2008      | La Paz         | Bolivia   | Bandera de Bolivia   | 4:2 (2:0) | Bandera de Paraguay | Paraguay |
| 6 de septiembre de 2008  | Quito          | Ecuador   | Bandera de Ecuador   | 3:1 (1:1) | Bandera de Bolivia  | Bolivia  |
| 10 de septiembre de 2008 | Río de Janeiro | Brasil    | Bandera de Brasil    | 0:0       | Bandera de Bolivia  | Bolivia  |
| 11 de octubre de 2008    | La Paz         | Bolivia   | Bandera de Bolivia   | 3:0 (2:0) | Bandera de Perú     | Perú     |

#### Segunda ronda
| Fecha                   | Lugar    |          |                     | Resultado |                      |           |
| ----------------------- | -------- | -------- | ------------------- | --------- | -------------------- | --------- |
| 14 de octubre de 2008   | La Paz   | Bolivia  | Bandera de Bolivia  | 2:2 (2:0) | Bandera de Uruguay   | Uruguay   |
| 28 de marzo de 2009     | Bogotá   | Colombia | Bandera de Colombia | 2:0 (1:0) | Bandera de Bolivia   | Bolivia   |
| 1 de abril de 2009      | La Paz   | Bolivia  | Bandera de Bolivia  | 6:1 (3:1) | Bandera de Argentina | Argentina |
| 6 de junio de 2009      | La Paz   | Bolivia  | Bandera de Bolivia  | 0:1 (0:1) | Bandera de Venezuela | Venezuela |
| 10 de junio de 2009     | Santiago | Chile    | Bandera de Chile    | 4:0 (1:0) | Bandera de Bolivia   | Bolivia   |
| 5 de septiembre de 2009 | Asunción | Paraguay | Bandera de Paraguay | 1:0 (1:0) | Bandera de Bolivia   | Bolivia   |
| 9 de septiembre de 2009 | La Paz   | Bolivia  | Bandera de Bolivia  | 1:3 (0:1) | Bandera de Ecuador   | Ecuador   |
| 11 de octubre de 2009   | La Paz   | Bolivia  | Bandera de Bolivia  | 2:1 (2:0) | Bandera de Brasil    | Brasil    |
| 14 de octubre de 2009   | Lima     | Perú     | Bandera de Perú     | 1:0 (0:0) | Bandera de Bolivia   | Bolivia   |

### Eliminatorias paraBrasil 2014
- Información según FIFA[17]

#### Primera ronda
| Fecha                   | Lugar         |           |                      | Resultado |                     |          |
| ----------------------- | ------------- | --------- | -------------------- | --------- | ------------------- | -------- |
| 7 de octubre de 2011    | Montevideo    | Uruguay   | Bandera de Uruguay   | 4:2 (2:0) | Bandera de Bolivia  | Bolivia  |
| 11 de octubre de 2011   | La Paz        | Bolivia   | Bandera de Bolivia   | 1:2 (0:0) | Bandera de Colombia | Colombia |
| 11 de noviembre de 2011 | Buenos Aires  | Argentina | Bandera de Argentina | 1:1 (0:0) | Bandera de Bolivia  | Bolivia  |
| 15 de noviembre de 2011 | San Cristóbal | Venezuela | Bandera de Venezuela | 1:0 (1:0) | Bandera de Bolivia  | Bolivia  |
| 2 de junio de 2012      | La Paz        | Bolivia   | Bandera de Bolivia   | 0:2 (0:1) | Bandera de Chile    | Chile    |
| 9 de junio de 2012      | La Paz        | Bolivia   | Bandera de Bolivia   | 3:1 (1:0) | Bandera de Paraguay | Paraguay |
| 7 de septiembre de 2012 | Quito         | Ecuador   | Bandera de Ecuador   | 1:0 (0:0) | Bandera de Bolivia  | Bolivia  |
| 12 de octubre de 2012   | La Paz        | Bolivia   | Bandera de Bolivia   | 1:1 (0:1) | Bandera de Perú     | Perú     |

#### Segunda ronda
| Fecha                    | Lugar        |          |                     | Resultado |                      |           |
| ------------------------ | ------------ | -------- | ------------------- | --------- | -------------------- | --------- |
| 16 de octubre de 2012    | La Paz       | Bolivia  | Bandera de Bolivia  | 4:1 (2:0) | Bandera de Uruguay   | Uruguay   |
| 22 de marzo de 2013      | Barranquilla | Colombia | Bandera de Colombia | 5:0 (1:0) | Bandera de Bolivia   | Bolivia   |
| 26 de marzo de 2013      | La Paz       | Bolivia  | Bandera de Bolivia  | 1:1 (1:1) | Bandera de Argentina | Argentina |
| 7 de junio de 2013       | La Paz       | Bolivia  | Bandera de Bolivia  | 1:1 (0:0) | Bandera de Venezuela | Venezuela |
| 11 de junio de 2013      | Santiago     | Chile    | Bandera de Chile    | 3:1 (2:1) | Bandera de Bolivia   | Bolivia   |
| 6 de septiembre de 2013  | Asunción     | Paraguay | Bandera de Paraguay | 4:0 (1:0) | Bandera de Bolivia   | Bolivia   |
| 10 de septiembre de 2013 | La Paz       | Bolivia  | Bandera de Bolivia  | 1:1 (0:0) | Bandera de Ecuador   | Ecuador   |
| 15 de octubre de 2013    | Lima         | Perú     | Bandera de Perú     | 1:1 (1:1) | Bandera de Bolivia   | Bolivia   |

### Eliminatorias paraRusia 2018
- Información según CeroaCero[18]

#### Primera ronda
| Fecha                   | Lugar    |           |                      | Resultado |                      |           |
| ----------------------- | -------- | --------- | -------------------- | --------- | -------------------- | --------- |
| 8 de octubre de 2015    | La Paz   | Bolivia   | Bandera de Bolivia   | 0:2 (0:1) | Bandera de Uruguay   | Uruguay   |
| 13 de octubre de 2015   | Quito    | Ecuador   | Bandera de Ecuador   | 2:0 (0:0) | Bandera de Bolivia   | Bolivia   |
| 12 de noviembre de 2015 | La Paz   | Bolivia   | Bandera de Bolivia   | 4:2 (3:1) | Bandera de Venezuela | Venezuela |
| 17 de noviembre de 2015 | Asunción | Paraguay  | Bandera de Paraguay  | 2:1 (0:0) | Bandera de Bolivia   | Bolivia   |
| 24 de marzo de 2016     | La Paz   | Bolivia   | Bandera de Bolivia   | 2:3 (0:2) | Bandera de Colombia  | Colombia  |
| 29 de marzo de 2016     | Córdoba  | Argentina | Bandera de Argentina | 2:0 (2:0) | Bandera de Bolivia   | Bolivia   |
| 1 de septiembre de 2016 | La Paz   | Bolivia   | Bandera de Bolivia   | 0:0 — 0:3 | Bandera de Perú      | Perú      |
| 6 de septiembre de 2016 | Santiago | Chile     | Bandera de Chile     | 0:0 — 3:0 | Bandera de Bolivia   | Bolivia   |
| 6 de octubre de 2016    | Natal    | Brasil    | Bandera de Brasil    | 5:0 (4:0) | Bandera de Bolivia   | Bolivia   |

#### Segunda ronda
| Fecha                   | Lugar        |           |                      | Resultado |                      |           |
| ----------------------- | ------------ | --------- | -------------------- | --------- | -------------------- | --------- |
| 11 de octubre de 2016   | La Paz       | Bolivia   | Bandera de Bolivia   | 2:2 (2:0) | Bandera de Ecuador   | Ecuador   |
| 10 de noviembre de 2016 | Maturín      | Venezuela | Bandera de Venezuela | 5:0 (2:0) | Bandera de Bolivia   | Bolivia   |
| 15 de noviembre de 2016 | La Paz       | Bolivia   | Bandera de Bolivia   | 1:0 (0:0) | Bandera de Paraguay  | Paraguay  |
| 23 de marzo de 2017     | Barranquilla | Colombia  | Bandera de Colombia  | 1:0 (0:0) | Bandera de Bolivia   | Bolivia   |
| 28 de marzo de 2017     | La Paz       | Bolivia   | Bandera de Bolivia   | 2:0 (1:0) | Bandera de Argentina | Argentina |
| 31 de agosto de 2017    | Lima         | Perú      | Bandera de Perú      | 2:1 (0:0) | Bandera de Bolivia   | Bolivia   |
| 5 de septiembre de 2017 | La Paz       | Bolivia   | Bandera de Bolivia   | 1:0 (0:0) | Bandera de Chile     | Chile     |
| 5 de octubre de 2017    | La Paz       | Bolivia   | Bandera de Bolivia   | 0:0       | Bandera de Brasil    | Brasil    |
| 10 de octubre de 2017   | Montevideo   | Uruguay   | Bandera de Uruguay   | 4:2 (2:1) | Bandera de Bolivia   | Bolivia   |

### Eliminatorias paraCatar 2022
- Información según CeroaCero[19]

#### Primera ronda
| Fecha                   | Lugar      |          |                     | Resultado |                      |           |
| ----------------------- | ---------- | -------- | ------------------- | --------- | -------------------- | --------- |
| 9 de octubre de 2020    | São Paulo  | Brasil   | Bandera de Brasil   | 5:0 (2:0) | Bandera de Bolivia   | Bolivia   |
| 13 de octubre de 2020   | La Paz     | Bolivia  | Bandera de Bolivia  | 1:2 (1:1) | Bandera de Argentina | Argentina |
| 12 de noviembre de 2020 | La Paz     | Bolivia  | Bandera de Bolivia  | 2:3 (1:0) | Bandera de Ecuador   | Ecuador   |
| 17 de noviembre de 2020 | Asunción   | Paraguay | Bandera de Paraguay | 2:2 (1:2) | Bandera de Bolivia   | Bolivia   |
| 10 de octubre de 2021   | La Paz     | Bolivia  | Bandera de Bolivia  | 1:0 (0:0) | Bandera de Perú      | Perú      |
| 5 de septiembre de 2021 | Montevideo | Uruguay  | Bandera de Uruguay  | 4:2 (2:0) | Bandera de Bolivia   | Bolivia   |
| 3 de junio de 2021      | La Paz     | Bolivia  | Bandera de Bolivia  | 3:1 (1:1) | Bandera de Venezuela | Venezuela |
| 8 de junio de 2021      | Santiago   | Chile    | Bandera de Chile    | 1:1 (0:0) | Bandera de Bolivia   | Bolivia   |
| 2 de septiembre de 2021 | La Paz     | Bolivia  | Bandera de Bolivia  | 1:1 (0:0) | Bandera de Colombia  | Colombia  |

#### Segunda ronda
| Fecha                   | Lugar        |           |                      | Resultado |                     |          |
| ----------------------- | ------------ | --------- | -------------------- | --------- | ------------------- | -------- |
| 9 de septiembre de 2021 | Buenos Aires | Argentina | Bandera de Argentina | 3:0 (1:0) | Bandera de Bolivia  | Bolivia  |
| 7 de octubre de 2021    | Guayaquil    | Ecuador   | Bandera de Ecuador   | 3:0 (3:0) | Bandera de Bolivia  | Bolivia  |
| 14 de octubre de 2021   | La Paz       | Bolivia   | Bandera de Bolivia   | 4:0 (1:0) | Bandera de Paraguay | Paraguay |
| 11 de noviembre de 2021 | Lima         | Perú      | Bandera de Perú      | 3:0 (3:0) | Bandera de Bolivia  | Bolivia  |
| 16 de noviembre de 2021 | La Paz       | Bolivia   | Bandera de Bolivia   | 3:0 (2:0) | Bandera de Uruguay  | Uruguay  |
| 28 de enero de 2022     | Barinas      | Venezuela | Bandera de Venezuela | 4:1 (2:1) | Bandera de Bolivia  | Bolivia  |
| 1 de febrero de 2022    | La Paz       | Bolivia   | Bandera de Bolivia   | 2:3 (1:1) | Bandera de Chile    | Chile    |
| 24 de marzo de 2022     | Barranquilla | Colombia  | Bandera de Colombia  | 3:0 (1:0) | Bandera de Bolivia  | Bolivia  |
| 29 de marzo de 2022     | La Paz       | Bolivia   | Bandera de Bolivia   | 0:4 (0:2) | Bandera de Brasil   | Brasil   |

### Eliminatorias paraCanadá, Estados Unidos y México 2026

#### Primera ronda
| Fecha                    | Lugar      |          |                     | Resultado |                      |           |
| ------------------------ | ---------- | -------- | ------------------- | --------- | -------------------- | --------- |
| 8 de septiembre de 2023  | Belém      | Brasil   | Bandera de Brasil   | 5:1 (1:0) | Bandera de Bolivia   | Bolivia   |
| 12 de septiembre de 2023 | La Paz     | Bolivia  | Bandera de Bolivia  | 0:3 (0:2) | Bandera de Argentina | Argentina |
| 12 de octubre de 2023    | La Paz     | Bolivia  | Bandera de Bolivia  | 1:2 (0:1) | Bandera de Ecuador   | Ecuador   |
| 17 de octubre de 2023    | Asunción   | Paraguay | Bandera de Paraguay | 1:0 (0:0) | Bandera de Bolivia   | Bolivia   |
| 16 de noviembre de 2023  | La Paz     | Bolivia  | Bandera de Bolivia  | 2:0 (1:0) | Bandera de Perú      | Perú      |
| 21 de noviembre de 2023  | Montevideo | Uruguay  | Bandera de Uruguay  | 3:0 (2:0) | Bandera de Bolivia   | Bolivia   |
| 5 de septiembre de 2024  | El Alto    | Bolivia  | Bandera de Bolivia  | 4:0 (2:0) | Bandera de Venezuela | Venezuela |
| 10 de septiembre de 2024 | Santiago   | Chile    | Bandera de Chile    | 1:2 (1:2) | Bandera de Bolivia   | Bolivia   |
| 10 de octubre de 2024    | El Alto    | Bolivia  | Bandera de Bolivia  | 1:0 (0:0) | Bandera de Colombia  | Colombia  |

#### Segunda ronda
| Fecha                   | Lugar        |           |                      | Resultado |                     |          |
| ----------------------- | ------------ | --------- | -------------------- | --------- | ------------------- | -------- |
| 15 de octubre de 2024   | Buenos Aires | Argentina | Bandera de Argentina | 6:0 (3:0) | Bandera de Bolivia  | Bolivia  |
| 14 de noviembre de 2024 | Guayaquil    | Ecuador   | Bandera de Ecuador   | 4:0 (2:0) | Bandera de Bolivia  | Bolivia  |
| 19 de noviembre de 2024 | El Alto      | Bolivia   | Bandera de Bolivia   | 2:2 (1:0) | Bandera de Paraguay | Paraguay |
| 20 de marzo de 2025     | Lima         | Perú      | Bandera de Perú      | 3:1 (2:0) | Bandera de Bolivia  | Bolivia  |
| 25 de marzo de 2025     | El Alto      | Bolivia   | Bandera de Bolivia   | 0:0       | Bandera de Uruguay  | Uruguay  |
| 5 de junio de 2025      | Maturín      | Venezuela | Bandera de Venezuela | 2:0 (2:0) | Bandera de Bolivia  | Bolivia  |
| 10 de junio de 2025     | El Alto      | Bolivia   | Bandera de Bolivia   | 2:0 (1:0) | Bandera de Chile    | Chile    |
| 4 de septiembre de 2025 | Barranquilla | Colombia  | Bandera de Colombia  | vs.       | Bandera de Bolivia  | Bolivia  |
| 9 de septiembre de 2025 | El Alto      | Bolivia   | Bandera de Bolivia   | vs.       | Bandera de Brasil   | Brasil   |